# 東方神霊廟 〜 Ten Desires.
『東方神霊廟 〜 Ten Desires.』（とうほうしんれいびょう テン・ディザイアーズ）とは、同人サークル上海アリス幻樂団制作の弾幕系シューティングゲームであり、東方Projectの第13弾にあたる作品である。
本作は、2011年2月28日に制作中であることが発表され、その際タイトルや作品概要が明らかにされるとともに、3月13日開催予定の同人イベント「博麗神社例大祭」にて、体験版CD-Rが販売されることが予告された。しかし、3月11日に東北地方太平洋沖地震（東日本大震災）が発生したことでイベント開催は延期になり、3月13日の販売は見送られた。その後、4月16日に、体験版CD-Rと同一内容のダウンロード版の体験版が無料公開され、体験版CD-Rは同人ショップのメロンブックスを介して4月20日に委託販売された。完成版は8月13日開催の「コミックマーケット80」で販売され、後に同人ショップでの委託販売も行なわれている。
メロンブックスで販売された体験版CD-Rは「東北地方太平洋沖地震チャリティーグッズ」とされ、ZUNはその売り上げの全額を東日本大震災の義捐金として寄付すると発表している。東日本大震災を受けて、作者のZUNは「死」をテーマに取り入れた本作を発表すべきか、開発終盤まで悩んだ。
2019年6月19日にはSteamでの配信が行われた。
本項では、以降は『神霊廟』と称することとする。その他の本項で使用されている東方Project関連の略称については、東方Project#凡例を参照。

## システム
機体性能の異なる「博麗霊夢」「霧雨魔理沙」「東風谷早苗」「魂魄妖夢」の4種類の自機から1つ選択する。本作には自機選択後の武器（装備）選択が無く、したがって武器タイプは4種類しか無い。敵や敵弾に当たるとミスとなり残機が1つ減った上でその場で復活する。全ての残機を失うとゲームオーバーとなるが、コンティニューすればその場で復活しゲームを続行可能。コンテニューしないで6面（最終面）のボスを倒すとエンディングになる。難易度Normal以上でコンティニューせずにクリアすれば、全1面のExtraステージが追加される。
また本作ではシリーズとして初めて、最終面クリア時に特定の条件を満たすことで解放される別エンディング「パラレルエンディング」が導入された。

本作では「ショット」「ボム（スペルカード）」「低速」などの東方シリーズ共通のボタンの他に、固有システムボタンとして「TRANCE（霊界トランス）」ボタンがある。それに関連して、本作には「小神霊」というアイテムがある。「TRANCE（霊界トランス）」と「小神霊」については後述する。
霊界トランスと小神霊
本作には「小神霊」というアイテムが存在する。4種類あり、青と白の神霊は敵を効率よく倒すことで、緑と紫の神霊は特定の敵を倒すことで発生する。残機やボムを増やしたり、高得点を得るためには、それに応じた種類の小神霊を効率よく集める必要がある。
- 青神霊 - 青色。得点アイテムや白神霊を取得した際の最大得点を増やす。
- 白神霊 - 白色。最大得点を得る。
- 緑神霊 - 緑色。取得することで「スペルカードのかけら」が増え、一定数集めることでボムが増える。『星蓮船』における「スペルカードの欠片」に似た効果。
- 紫神霊 - 紫色。取得することで「残り人数のかけら」が増え、一定数集めることでエクステンドする。『星蓮船』における「残機の欠片」に似た効果。

小神霊は通常のアイテムとは異なり、上部への移動による自動回収は出来ず、常に直接回収しなければならない。小神霊は時間経過とともに小さくなり、ある程度時間が経つと消えてしまう。大きさの大小で効果が変わることはないが、消えてしまった小神霊は収集することができない。
種類を問わず小神霊を集めることで、画面左下に表示されている「霊界ゲージ」が少しずつ蓄積されていく。霊界ゲージは最大で3つ表示され、これが1つ以上あるときにミスをすると、すぐには残機が減らず「霊界トランス」状態になる。この際、ゲージの量に応じて一定時間無敵になり、自機の種類によっては攻撃力上昇などの特典が付く。霊界トランス状態では小神霊を取っても霊界ゲージは増えず、ゲージは常に一定速度で減少する。ただし、ゲージが0になり無敵時間が終了するとミス扱いとなり、ミスのエフェクトが発生するとともに残機が1つ減る。
霊界ゲージが最大（3つ）の場合のみ、「TRANCE」ボタンを押すことで、プレイヤーの意思で霊界トランスを発動することができる。この場合は、無敵時間が終了してもミスにならない。
霊界トランス状態では、小神霊収集時の効果が増える。緑神霊と紫神霊の場合、取得時に通常は「かけら」が1つ増えるものが霊界トランス時には2つ増える。
システム上の説明は以上のとおりだが、作中の現象としての霊界は、マニュアルには「人間が死ぬ寸前に見る幻覚の世界」と記されている。
スペルプラクティスモード
スペルカード専用の練習モード。ゲーム本編で一度でも見たことのある敵スペルカードを選択することができ、残機・ボムともに0の状態で開始する。一部のスペルカードでは特定の条件を満たすと「オーバードライブ（暴走）モード」という、ストーリーモードにはない難易度のものが選択できるようになっている。

## あらすじ
ある春、幻想郷のいたるところで正体不明の霊が湧いたり消えたりを繰り返すという現象が発生していた。幻想郷の異変をいつも解決している博麗霊夢らは、冥界の管理者を務める西行寺幽々子に相談したところ、この霊は人の欲が具現化した「神霊」だという説明を受け、幻想郷に最近出来た寺（命蓮寺）の方向が怪しいという証言を得る。
霊夢らが命蓮寺を通り過ぎ、寺の墓地に現れた謎の洞窟を抜けると、そこには復活した古代の豪族と聖人がいた。霊夢らは、特に理由はないがその豪族と聖人を退治した。
神霊は、復活した聖人・豊聡耳神子に願い（欲）をかなえてもらおうと彼女のもとへ集まってきていたのだった。神子が幻想郷の地上へ姿を現すと、神霊が現れることは無くなった。魔法使いの霧雨魔理沙は、神霊は神子に吸収されたのだろうと推測している。

## 登場人物

### 新規の登場人物
ここでは、『神霊廟』が初出の登場人物を解説する。
幽谷 響子（かそだに きょうこ）
「山彦は音波が反響しているだけ」という "迷信" に世を儚み命蓮寺に仏門入りした、山彦の妖怪。声が大きい。「音を反射させる程度の能力」を持つ。この能力は作中では、弾を反射させるフィールドを自身の周辺に展開することで表現されている。
『求聞口授』ではミスティア・ローレライと2人で「鳥獣伎楽（ちょうじゅうぎがく）」という名の音楽グループを結成したことが明らかにされている。
宮古 芳香（みやこ よしか）
霍青娥によって、霊廟を守るキョンシーとして復活させられた少女。キョンシーだが、中国人の死体ではなく古代日本人の死体が蘇ったものである。作中ではたびたびゾンビだとも自称している。
異常な力と痛みを感じない肉体を持つ。その体は非常に硬く、関節が曲がらないのでまともに歩けず、青娥から柔軟体操を勧められている。思考回路は前時代のコンピュータ並。
『神霊廟』付属の「キャラ設定とエキストラストーリー.txt」に「傷つくと霊を喰らい体力を増幅する」ともあるように、作中では神霊を吸収して体力を回復させるという能力が備わっており、制限時間内に撃破する事が難しくタイムオーバーになり易い。
『神霊廟』では3面で一度倒されるが4面で再登場し、4面ボス戦では青娥とともに博麗霊夢たちを攻撃する。4面ボス戦における位置付けは青娥の攻撃オプションであり、ショットを当てて芳香を倒すことは可能だが青娥によって蘇生され、青娥を倒さない限り攻撃を繰り返す。
霍 青娥（かく せいが）、別名：青娥 娘々（せいが にゃんにゃん）
永遠の命を求める邪仙。宮古芳香をキョンシーとして蘇らせ、豊聡耳神子に道教を教えた張本人でもある。
1000年以上前に仙人に憧れて修行を積むが、目的の為なら手段を選ばない姿が天に認められず邪仙となった模様。自分の力を誇示する事が趣味となっていたが、青娥の祖国では自分程度の仙人や道士は幾らでも存在していたため、仙人の居ない国を目指し、東の果てにある国（＝日本）にやってきた。
ドラえもんのひみつ道具の通りぬけフープのように「壁をすり抜けられる程度の能力」を持つが、『神霊廟』では一部のエンディングで示されるのみ。『茨歌仙』ではこの能力を用いて追手から逃れた描写がある。
蘇我 屠自古（そが の とじこ）
古代日本の豪族・蘇我氏の亡霊。物部氏で尸解仙の物部布都とともに、豊聡耳神子に仕える。
仏教を信仰した蘇我氏の者だが、現在は仏教を嫌っている。かつて蘇我氏と宗教戦争を繰り広げた物部氏の者である布都とは持ちつ持たれつの関係にあり、二人の個人的な仲は悪くない。しかし過去の因縁により、屠自古が仙人として復活することは拒まれ、肉体の無い亡霊となった。ただし屠自古本人は、壊れやすい人間の体より霊体の方が便利だと考えており、亡霊であることを特に気にしていない。
『神霊廟』6面ボス戦の神子のスペルカード「豪族乱舞」でも登場する。
物部 布都（もののべ の ふと）
古代日本の豪族・物部氏の尸解仙。ただし『神霊廟』付属の「キャラ設定とエキストラストーリー.txt」では、種族は「人間？（尸解仙を自称する道士）」とされている。蘇我氏で亡霊の蘇我屠自古とともに、豊聡耳神子に仕える。
神道の神・饒速日命を祖とする物部氏の者だが、道教に魅力を感じて影で信仰していた。神子から、表向きは仏教を崇拝して国内を安定させ、そのうえで自分たちは尸解仙として復活するという提案を持ちかけられ、蘇我氏の味方となって仏教を信仰させ、物部・蘇我の宗教戦争を引き起こし裏で操る。後に、尸解仙となるために長い眠りにつき、『神霊廟』作中に登場した際は復活してすぐだった。蘇我氏に一族を滅ぼされた事に対する恨みはあるらしく、同じ様に尸解仙になろうとした屠自古の復活を妨害した。
『神霊廟』6面ボス戦の神子のスペルカード「豪族乱舞」でも登場する。
豊聡耳 神子（とよさとみみ の みこ）
現代に蘇った聖人。「知らない人はいない歴史上の偉人がモチーフ」で、作中で明言はされていないものの、聖徳太子の虚構説に強く関連した設定を持っている。
1000年以上昔、「やんごとなき生まれ」であった彼女は天才的な頭脳で様々な案件や政策を実行していった。やがて死すべき運命にある人間の在りように不満を持つようになり、不老不死を求め、霍青娥の勧めで尸解仙を目指す。尸解仙になるために道教を究める過程で超人的な能力を発揮し、様々な逸話を残したとされる。自らは道教を信仰するも、国政として一般民衆には仏教を布教し、神道勢力を滅ぼしている。
尸解仙になるために眠りにつく際、神子の計画では、国が仏教に限界を感じ、人々が聖人を求めた時に復活するつもりだった。しかしその思惑は外れて仏教は千年以上も国を支配し続け、長い間、復活の機会は訪れなかった。
現代になり、超人的な神子の偉業が作り話と思われるようになったことがきっかけで、ついに復活の機会を得る。自らの霊廟を幻想郷の地下に移し（これは当時の幻想郷に仏教寺院が無かったことが一因である）いつでも復活できるはずだったが、聖白蓮が霊廟の上に寺を建てて封印しようとしたため復活が遅れる。
霊夢との対戦から数日後に、拠点が命蓮寺の地下に位置したままでは不都合があるとして、仙界と呼ばれる場所を作り、そこへ拠点を移した。
「十人の話を同時に聞く事が出来る程度の能力」を持つ。この能力の影響で幻想郷中の「欲」が霊の形を取って神子のところへ集まり出したのが、『神霊廟』で発生した事件である。
二ッ岩 マミゾウ（ふたついわ まみぞう）
化け狸の妖怪で、封獣ぬえの旧友。「佐渡の二ッ岩」と自称している。
聖人・豊聡耳神子の復活に幻想郷の妖怪の危機を感じたぬえにより、幻想郷の妖怪を増すための切り札として外の世界から呼ばれた。ぬえの住処である命蓮寺に到着し休憩していたところ、命蓮寺を再度訪れた博麗霊夢たちと遭遇する。霊夢たちの話とぬえから聞いた話の違いに首を傾げつつ、聖人を復活させ妖怪退治をしていると称する霊夢たちに弾幕勝負を挑む。人間と幽霊のハーフであり半分妖怪とも言える魂魄妖夢に対しては、「一流の妖怪に育て上げるための稽古」と称して戦う。その後は命蓮寺に棲むようになった。
佐渡からやってきた妖怪であり、佐渡では人間社会に溶け込んで暮らしていたという。
「化けさせる程度の能力」を持っており、この能力は『神霊廟』では自身が放つ弾幕を変化させる技・『心綺楼』では「対戦相手を動物の姿に変えて無力化する攻撃」を行う事で表現されている。『鈴奈庵』では自身をそのまま人間にした様な姿に化けたり、焚き火に化けていた描写がある。

### 既存の登場人物
ここでは、『神霊廟』が初出ではない登場人物を解説する。
博麗霊夢
博麗神社の巫女。正体不明の霊が気になって、美しい桜が咲き乱れているにもかかわらず宴会を行なう気分にもならなかった。霊の異変は冥界の者の仕業に違いないと思った霊夢は、調査に出発した。
霧雨魔理沙
魔法使いの少女。霊夢と同じ理由で、個別に調査に出発した。
東風谷早苗
守矢神社の巫女で、現人神でもある少女。正体不明の霊が普通の幽霊ではなく「神霊」であることに気付いた早苗は、神霊を集めることは人間の信仰を集めることと同じだと判断し、これは神社の信仰を増やすのに使えると思い、まずは神霊が増えた原因を調査しに出かけることにした。
魂魄妖夢
冥界の庭師で剣士でもある少女。西行寺幽々子に仕えている。冥界にも現れた神霊に困惑し、庭師の仕事を中断して調査に出かけることにした。
西行寺幽々子
冥界の屋敷「白玉楼」の女主人。本作では、冥界を訪れた霊夢たちに行き先のヒントを与えるという、ロールプレイングゲーム等における「町人A」のような役割。
多々良小傘
忘れ傘の妖怪。人里にある妖怪寺「命蓮寺」の墓地で、墓参りに訪れた人間を驚かしている。
謎の妖怪（宮古芳香）が墓地に現れ、この妖怪に何度スペルカード戦を挑んでもタイムオーバーになり勝てないことから、神霊の調査の途中で墓地を訪れた霊夢たちに協力を仰ごうと現れた。しかし、逆に戦いを挑まれ、大して相手にされないまま撃墜された。面識が無い妖夢に対しては実力を確かめるために勝負を挑むが、やはり撃墜されている。
封獣ぬえ
命蓮寺に棲む妖怪で、鵺。神子に対抗する「妖怪の切り札」として、旧友の化け狸・二ッ岩マミゾウを呼び寄せた。本人は『星蓮船』の一件での聖白蓮への恩返しのつもりであり、マミゾウを呼んだことは白蓮には事前に話していなかった。
聖白蓮
『星蓮船』において命蓮寺を建立した僧侶。本作では名前のみ登場。
『神霊廟』付属の「キャラ設定とエキストラストーリー.txt」では早苗が、命蓮寺を建立した場所は最初から神子たちが封印された霊廟の真上を選んでいたらしいと霊夢たちに話している。この話を聞いた霊夢は、妖怪の敵になりえる聖人の神子や廃仏派の物部氏の者である布都が復活することを望まなかったために、霊廟の直上に寺を建立して封印を試みたのだろうと推測している。

## ステージ
| ステージ    | ステージタイトル           | 場所             | 中ボス     | ボス           |
| ----------- | -------------------------- | ---------------- | ---------- | -------------- |
| STAGE 1     | 死してなお、愉しく         | 夜桜の冥界       | 1面中ボス  | 西行寺幽々子   |
| STAGE 2     | 門前の妖怪、習わぬ経を読む | 命蓮寺参道       | 幽谷響子   | 幽谷響子       |
| STAGE 3     | 直線の楽園                 | 命蓮寺墓地       | 多々良小傘 | 宮古芳香       |
| STAGE 4     | 加速する嗜欲               | 夢殿大祀廟の洞窟 | 霍青娥     | 霍青娥         |
| STAGE 5     | 隠然たるモノの血           | 夢殿大祀廟       | 蘇我屠自古 | 物部布都       |
| LAST STAGE  | 和を以て貴しと為す         | 神霊廟           | （なし）   | 豊聡耳神子     |
| EXTRA STAGE | 反逆ののろしを上げろ！     | 命蓮寺           | 封獣ぬえ   | 二ッ岩マミゾウ |

## 曲目リスト
1. 欲深き霊魂 - タイトル
2. 死霊の夜桜 - 1面のテーマ
3. ゴーストリード - 1面ボス 西行寺幽々子のテーマ
4. 妖怪寺へようこそ - 2面のテーマ
5. 門前の妖怪小娘 - 2面ボス 幽谷響子のテーマ
6. 素敵な墓場で暮しましょ - 3面のテーマ
7. リジッドパラダイス - 3面ボス 宮古芳香のテーマ
8. デザイアドライブ - 4面のテーマ
9. 古きユアンシェン - 4面ボス 霍青娥のテーマ
10. 夢殿大祀廟 - 5面のテーマ
11. 大神神話伝 - 5面ボス 物部布都のテーマ
12. 小さな欲望の星空 - 6面のテーマ
13. 聖徳伝説 〜 True Administrator - 6面ボス 豊聡耳神子のテーマ
14. 妖怪裏参道 - Extraステージのテーマ
15. 佐渡の二ッ岩 - Extraステージボス 二ッ岩マミゾウのテーマ
16. 神社の新しい風 - エンディング
17. デザイアドリーム - スタッフロール